# Calvi (AOC)
Pour la commune, voir Calvi.
Pour les articles homonymes, voir Calvi (homonymie).
Le calvi, ou vin de Corse Calvi, est un vin produit autour de la ville de Calvi, dans le département de la Haute-Corse, une des composantes du vignoble de Corse.
Il s'agit d'une des dénominations géographiques au sein de l'appellation vin de corse. Ce vin est uniquement produit par onze viticulteurs.

## Histoire

### Antiquité
Sénèque vantait ces vins auparavant. 

### Période contemporaine
L'AOC a été créée en 1976.

Le 25 juillet 2010 s'est déroulée à Calvi la première fête des Vignerons de l'AOC Corse Calvi qui s'est achevée par la procession des reliques de Saint-Vincent (San Vincente) un de leurs saints patrons.

## Situation géographique
Le vin de Corse-Calvi est produit sur un terroir qui correspond à la Balagne. 

### Orographie
Les vignobles escarpés ont laissé la place à ceux de plaine ou des vallées alluvionnaires où coulent la Figarella, le fiume Seccu et le Regino. Les vignobles des flancs de ces vallées sont implantés sur des sols de granit arénisé. 

## Vignoble

### Présentation
Le vignoble s'étend sur les cantons de Belgodère, de Calenzana, de Calvi et de l'Ile Rousse : Algajola, Aregno, Avapessa, Belgodère, Calenzana, Calvi, Cateri, Corbara, Costa, Feliceto, Galéria, L'Ile-Rousse, Lama, Lavatoggio, Lumio, Manso, Moncale, Montegrosso, Monticello, Muro, Nessa, Novella, Occhiatana, Palasca, Pietralba, Pigna, Sant'Antonino, Santa-Reparata-di-Balagna, Speloncato, Urtaca, Ville-di-Paraso et Zilia.

### Encépagement

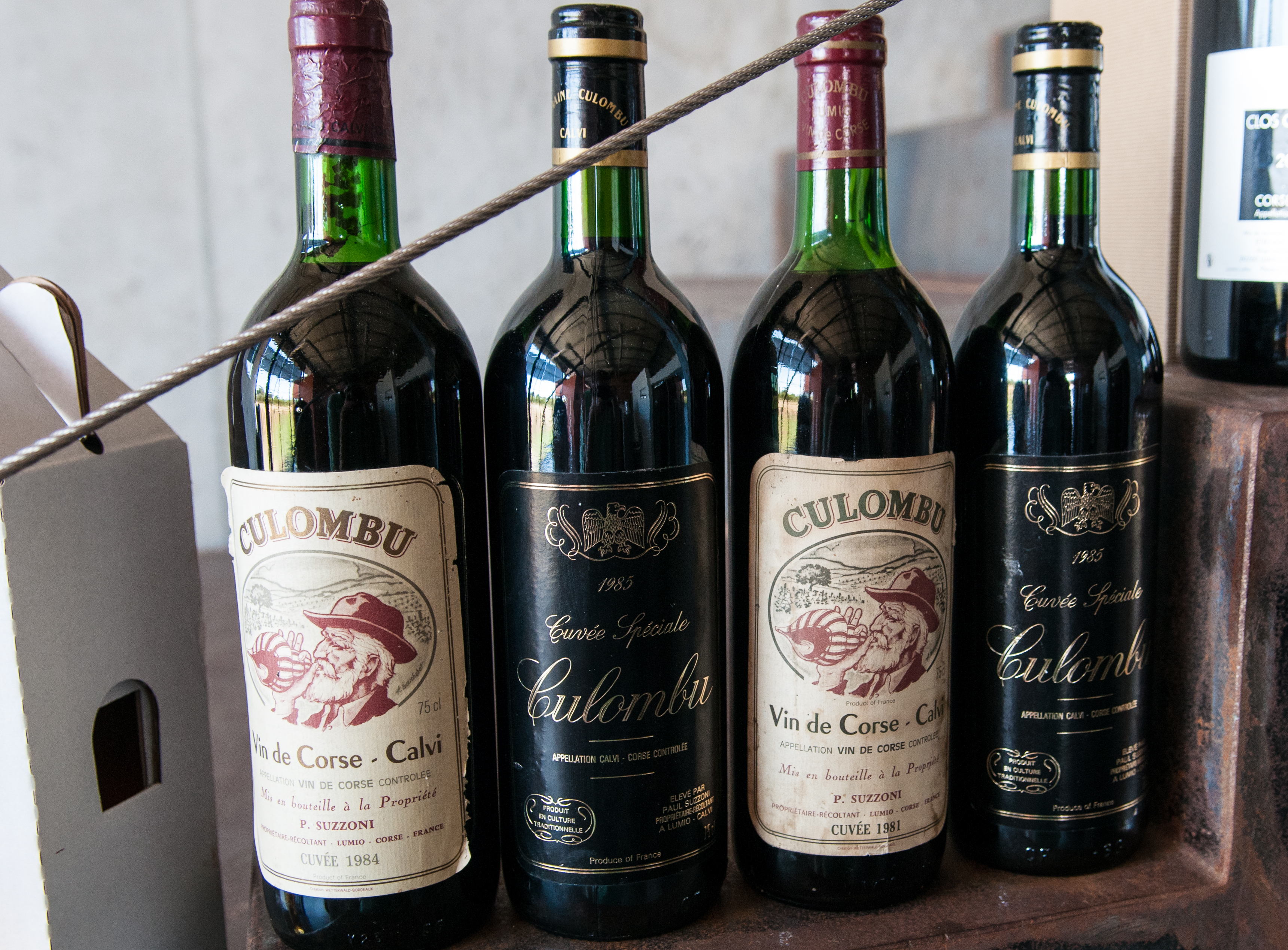
Bouteilles de l'AOC Calvi

Les cépages utilisés (en assemblages, séparés...), pour les vins rouges et rosés, sont le nielluccio, le sciacarello, le grenache noir, le cinsault, le mourvèdre, le barbarossa, la syrah, le carignan N et le vermentino.
Les deux cépages utilisés pour les blancs sont l'ugni blanc et le vermentino.

### Méthodes culturales et réglementations
Le décret n° 2009-1197 du 7 octobre 2009 peut utilement être consulté.

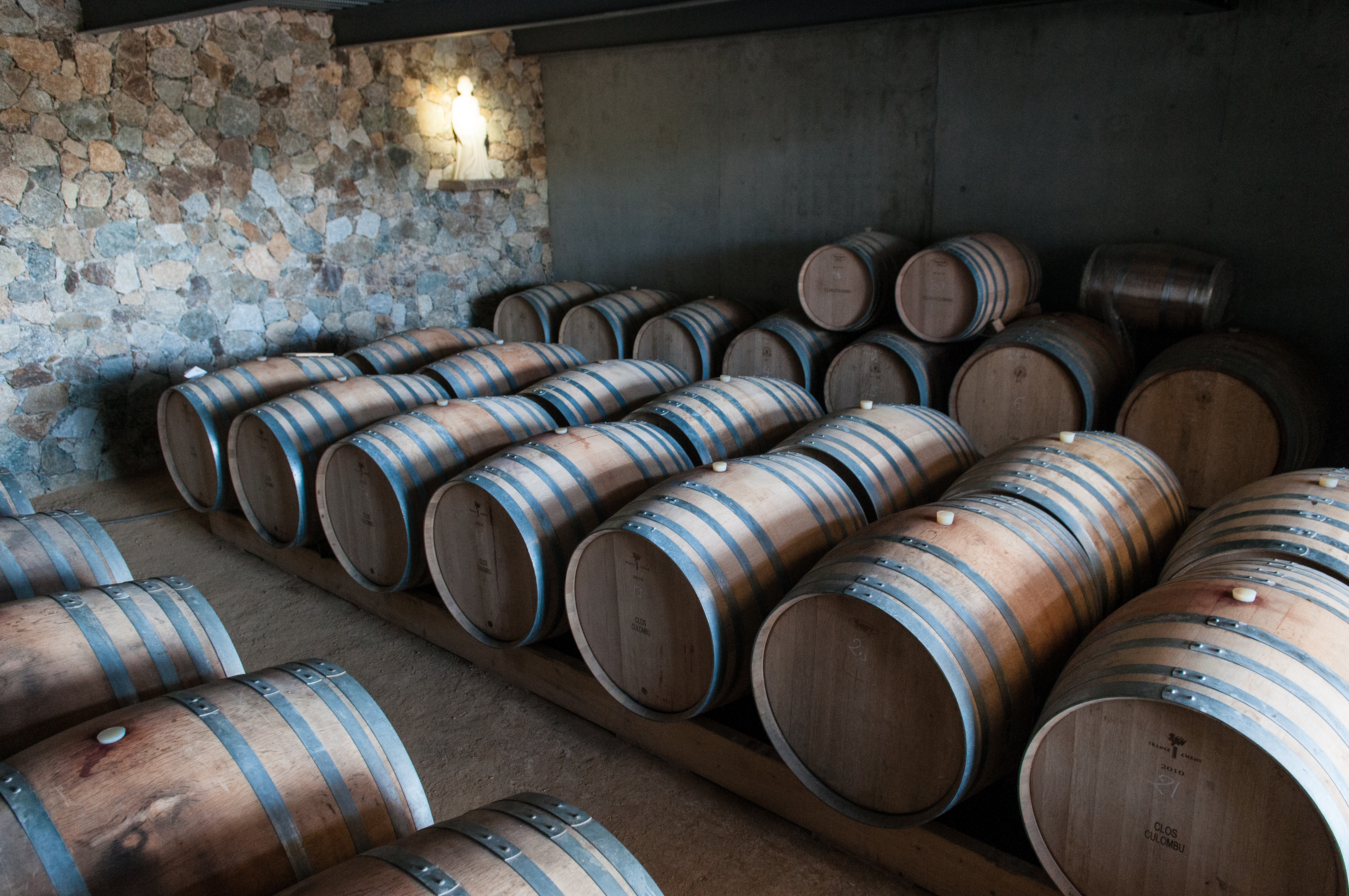
Cave de vieillissement d'un producteur

### Structure des exploitations
Cette AOC couvre une superficie de 276 hectares, pour une production totale de 9 060 hectolitres (source : INAO 2018).

### Producteurs
Début des années 2000, la Balagne comptait plus d'une vingtaine de producteurs. La mévente a entraîné l'arrachage de plusieurs hectares de vigne, les droits de plantation qui leur étaient rattachés cédés, le plus souvent à des producteurs du continent. Les deux dernières cessions d'activité en date sont le Domaine Balaninu Nobile (Calvi - Moncale) et le Domaine de l'Ostriconi (Novella). 
Depuis 2009, les vins sont produits par les producteurs récoltants de Balagne ci-après :
- Domaine de la Figarella (Calvi) ;
- Enclos des Anges (Calvi) ;
- Clos Landry (Calvi) ;
- Domaine Camellu (Calenzana) ;
- Domaine Cardi (Calenzana) ;
- Domaine Orsini (Calenzana) ;
- Clos Reginu (Feliceto) ;
- Domaine Renucci (Feliceto) ;
- Domaine Francisci (Santa-Reparata-di-Balagna, Monticello)
- Domaine Culombu (Lumio) ;
- Domaine d'Alzipratu (Zilia).

### Terroir et vins
- Vins rouges : ils se servent entre 14 et 16 degrés, se gardent 3 à 4 ans pour le "Calvi rouge Sciacarella" et 6 à 7 ans pour le "Calvi rouge Nielluciu". Ces vins s'accordent bien avec du gibier...
- Vins rosés : ils se servent entre 8 et 10 degrés, se gardent 2 à 3 ans maximum et s'accordent bien avec de la viande blanche, des (grillades), de la charcuterie...
- Vins blancs : ils se servent entre 8 et 10 degrés, se gardent 2 à 3 ans maximum et s'accordent bien avec des coquillages, des crustacés et du poisson.

### Commercialisation
Les vins rouges représentent 4 155 hectolitres en production. Les vins rosés représentent 3375 hectolitres. 
Il existe deux types de vins rouges : Le "Calvi rouge Sciacarella" et le "Calvi rouge Nielluciu".
Les vins blancs représentent 970 hectolitres en production. 
Ils sont élaborés et commercialisés par les viticulteurs même. Certains exportent leurs produits jusqu'en Amérique du Nord et au Japon. 